# Vol Air France 117
Le vol Air France 117 est un vol reliant Paris à Santiago (Chili) via Lisbonne (Portugal), Santa Maria (Açores), Pointe-à-Pitre (Guadeloupe), Bogota (Colombie) et Lima (Pérou). Le vol du 22 juin 1962 assuré par le Boeing 707 immatriculé F-BHST s'écrase sur le morne du Dos d'Âne à Deshaies en Guadeloupe, alors qu'il est en approche sur l'aéroport du Raizet de Pointe-à-Pitre, provoquant la mort des 103 passagers et des dix membres d'équipage.

## Avion
Le Boeing 707, immatriculé FBHST et baptisé Château de Chantilly, avait été livré à Air France quelques mois plus tôt, en mars 1962. C'est l'un des dix-huit Boeing 707 qu'exploitait alors la compagnie. L'avion n'affiche que 963 heures de vol et avait fait l'objet d'une inspection la semaine précédente.

## Équipage
Le commandant de bord est André Lesieur, un des pilotes les plus expérimentés de la compagnie française. Alors âgé de 42 ans, c'est un pilote décoré de la Seconde Guerre mondiale. Il a rejoint Air France en 1946 et totalise plus de 15 000 heures de vol dont 1 800 sur Boeing 707. Il a été plusieurs fois le pilote de l'avion présidentiel lors de voyages du général de Gaulle dont celui aux États-Unis et au Canada en avril 1960.

## Déroulement du vol
L'avion décolle de l'aéroport d'Orly à minuit, heure locale. À l'escale de Lisbonne quelques passagers descendent et huit autres embarquent. Après une nouvelle escale aux Açores, l'avion se dirige vers la Guadeloupe, où il arrive de nuit, vers 4 h du matin. Le temps est orageux, avec des éclairs, de la pluie et des vents de 30 à 40 nœuds. L'avion fait une première approche vers la piste dans des nuages bas mais a, semble-t-il, des problèmes avec son train d'atterrissage. Il survole la piste et fait alors un demi-tour sur la gauche, selon la procédure d'approche interrompue. L'équipage s'annonce à la verticale de la balise NDB à 5 000 pieds, puis la communication avec la tour de contrôle est perdue et quelques minutes plus tard, l'avion heurte la montagne dite du Dos d'Âne, à environ 420 mètres d'altitude, dans une zone boisée de l'île de Basse-Terre à 23 kilomètres de l'aéroport.

## Victimes
Les dix membres d'équipage et les 103 passagers, principalement français et sud-américains, sont tués. Parmi eux : 
- Albert Béville (alias Paul Niger, écrivain, administrateur et militant indépendantiste) ;
- Justin Catayée, député de la Guyane ;
- Jorge Gaitán Durán (es), écrivain colombien[1].
- Wanda Llosa, cousine de l'écrivain Vargas Llosa

L'écrasement de l'avion n'a pas fait de victimes au sol.

## Causes probables de l'accident
Les causes exactes de l'accident restent à ce jour inconnues. L'écrasement s'est produit sous un orage mais dans des conditions météorologiques acceptables pour un quadriréacteur comme le Boeing 707.
L'aéroport n'était à l'époque pas équipé d'ILS et son VOR était hors service, impliquant une procédure d'approche NDB, moins précise. Le morne du Dos d'Âne se situe dans l'axe de la piste d'atterrissage mais à 23 km du seuil de piste, loin de la trajectoire d'approche. Il est possible que les indications du radiocompas (ADF) aient été perturbées par l'orage, faisant dévier l'avion à 15 km de la trajectoire nominale.    
La présence à bord de plusieurs personnalités politiques partisanes de l'indépendance des Antilles et de la Guyane françaises et l'absence de volonté politique de l'état français pour faire la lumière sur cette catastrophe, dont Albert Béville et Justin Catayée, ont donné lieu à la rumeur d'un sabotage ou d'un attentat.
Cependant, les causes de l'accident les plus probables sont la panne du VOR, l'insuffisance des données météorologiques transmises à l'équipage et la perturbation du radiocompas par l'orage.

## Commémorations
Plusieurs stèles commémoratives ont été dressées sur le lieu de l'accident au Dos d'Âne les 22 juin 1992 (stèle du Parti socialiste guyanais à la mémoire de Justin Catayée), puis en 2002 (stèle officielle de la commune et de la région avec la liste de toutes les victimes) et enfin en 2012 (stèle pour le cinquantenaire à la mémoire d'Albert Béville). À noter qu'il reste de nombreux débris mécaniques de l'avion dans la zone, parfois de taille importante.

### Musique
- Volé Boeing-la de Gérard La Viny, 1962 (hommage aux victimes dont son père mort lors de l'écrasement)« Hommage à Gérard La Viny », sur Tous Créole.